# Траверси, Анита
Анита Траверси (итал. Anita Traversi; 25 июня 1937, Джубьяско, Швейцария — 25 сентября 1991, Беллинцона, Швейцария) — швейцарская певица итальянского происхождения. Представляла Швейцарию на конкурсе песни Евровидение в 1960 и 1964 годах.

## Биография и карьера
Траверси родилась 25 июня 1937 года. В 8 лет она начала изучать пение и фортепиано. После работы в типографии в Беллинцоне, в 1955 году она была выбрана в качестве певицы в состав оркестра Radiosa of Radio Monteceneri, радиостанции итальяноязычной Швейцарии. Благодаря маэстро Марио Роббиани, в следующем году она получила рекордную сделку в Италии с Jolly. В Италии она известна тем, что пела вместе с «Радарным Квартетом» в рекламе известной карусели и дуэтом с Адриано Челентано в альбоме Adriano Celentano con Giulio Libano e la sua orchestra, с песнями Piccola и Ritorna lo shimmy, и в альбоме A New Orleans с песнями Gilly и Coccolona.

### Евровидение
В 1956 году Траверси участвовала на швейцарском национальном отборе на первый конкурс Евровидения с песней Bandella ticinese, но не выиграла его.
В 1960 году победила на отборе с песней Cielo e terra. На Евровидении она заняла 8 место с 5 баллами.
Через год Траверси снова участвовала на национальном отборе с песнями Finalmente и L’ingresso nei sogni.
В 1963 году участвовала в четвёртый раз на отборе с песнями Komme mit mir, Voglio vivere и La più bella canzone del mondo.
В 1964 году исполненные ею две песни на отборе, I miei pensieri победила его. На этот раз, Траверси заняла 13 (последнее) место, при этом, набрав ни одного балла (вместе с представителями ФРГ, Португалии и Югославии). Также после её выступления на сцену вышел неизвестный с плакатом «Бойкот Франко и Салазару», протестовавший против участия в концертной программе представителей Испании и Португалии, где правили данные диктаторы. Вскоре Анита Траверси записала немецкую версию песни под названием Ti amo, je t’aime, i love you.
В 1967 году в шестой раз участвовала на национальном отборе с песней Non pensiamoci più.
В 1976 году в последний раз участвовала на отборе с песнями Arrivederci и La giostra gira, заняв 9 и 7 места соответственно.

### Международный фестиваль песни в Сопоте
В 1962 году Траверси представляла Швейцарию на фестивале песни в Сопоте с песнями Una certa sera и Jesienna rozłąka (песня на польском языке). Она была награждена Первой премией за лучшее исполнение. В 1968 году она во второй раз пела в Сопоте и пела для Швейцарии. Она исполнила польскую песню Odra rzeka, и на этот раз она была на втором месте после Аннариты Спиначи (Италия). Во время фестиваля она исполнила встреченную овациями песню «Балалайка», которая была одной из фаворитов этого фестиваля. В 1970 году она была одной из главных звезд «Золотого Орфея» в Болгарии с великолепным исполнением болгарской песни «Една българска роза» («Одна болгарская роза»).

## Смерть
Траверси умерла 25 сентября в 1991 году. Причина смерти неизвестна.

## Дискография[10]

### Студийные альбомы
- Anita Traversi (1970), (PDU, PLD A 5031)
- American Golden Hits (1973), (PDU, PLD A 5076)

### Синглы
- Magic moments/Con tutto il cuor (1958), (Jolly, J 20038)
- La pioggia cadrà/Buenas noches mi amor (1958), (J 20039)
- Da te era bello restar/Tu mi fai girar la testa (1959), (J 20046)
- Una marcia in fa/Adorami (1959), (J 20049)
- Donna/Proteggimi (1959), (J 20052)
- T’amerò/Kiss me, kiss me (1959), (J 20059)
- Pagine di sogno/Il mio solo ideale (1959), (J 20067)
- Rossetto sul colletto/Amorcito mio (1959), (J 20073)
- Voglio dormire/Canzoncella italiana (1960), (J 20078)
- Sono ubriaca/Por dos besos (1960), (J 20086)
- Piccola/Ritorna lo shimmy (1960), (J 20092) (вместе с Адриано Челентано)
- Cielo e terra/Il mio nome è donna (1960), (J 20099)
- Altalena al chiar di luna/Ciao mare (1960), (J 20110)
- Paper roses/Perché non sono un angelo (1960), (J 20116)
- Ciccillo 'a sentinella/N’importe qui (Uno qualunque) (1960), (J 20120)
- Passione flamenca/Luna napoletana (1960), (J 20126)
- Sailor/Valentino (1961), (J 20134)
- Tutto e nulla/Volevi un bacio (1961), (J 20143)
- Gilly/Coccolona (1961), (J 20144) (вместе с Адриано Челентано)
- Vulcano/Canta Canarino (1962), (J 20173)
- One step ahead (Un passo avanti)/One step ahead (strumentale) (1962), (J 20179) (вместе с «Радарным Квартетом»)
- Luna d’argento sopra la spiaggia/Chiamami amore (1963), (J 20193)
- Mago della pioggia/Quello sguardo lontano (1969), (PDU, PA 1024)
- Gentleman Rainmaker/You’Re Much Better Off Lonely (1969), (PDU, PA 1026)
- E chissà/Duemila anni (1970), (Radio Records, RR 1023)